# 安田昌平
安田 昌平（やすだ しょうへい、1980年3月31日-　）は、日本の俳優。福岡県出身。フリーランスで活動。

## 主な出演作品

### テレビドラマ
- ブラザービート（ホスト役）
- 連鎖怪談（レンタルビデオ店員役）

### 映画
- パッチギ! LOVE&PEACE（国士舘大 幹部生役）
- 叫（鑑識役）
- 月桂哀歌（矢田昌史役）
- ラブホテルの天の川（佑二役）
- This is my Life（秋田役）
- サンセット・ミスター（秋吉役）
- 愛のモルヒネ（多田野誠役）
- かたずけ（男性役）

### CM
- ヤマザキパン（若者役）
- タイヤ館（客役）
- 旭化成L&L（インストラクター役）
- NTT東日本（男性役）
- バンプレスト（サッカー選手役）
- LAWSON（店員役）
- 東京海上日動あんしん生命（サラリーマン役）
- ALSOK（サッカー選手役）
- 鈴木商会（サラリーマン役）
- シチズン（彼氏役）
- ソニー・ミュージックダイレクト（彼氏・サラリーマン役）
- ソニー・ミュージック（サラリーマン役）
- 全日本不動産協会（サラリーマン役）

### ラジオ
- NISSAN あ、安部礼司〜BEYOND THE AVERAGE（遠藤仁）

### NA
- フジボウアパレル B・V・D
- 地方競馬場　ダービーウィーク

### WEB
- マクドナルド
- OIOI
- pikapika×So-net project

### VP
- 旭化成L&L
- au
- 日清オイリオ
- NISSAN

### 舞台
- 同期の桜
- 夢追い人〜ニート斬夢抄〜